# Graniceak, Vidin
Graniceak (în bulgară Граничак) este un sat în comuna Belogradcik, regiunea Vidin,  Bulgaria. 

## Demografie
Componența etnică a satului Graniceak
     Bulgari (90%)
     Nicio identificare (10%)
     Altele (0%)
La recensământul din 2011, populația satului Graniceak era de 10 locuitori. Din punct de vedere etnic, majoritatea locuitorilor (90,0%) erau bulgari. Pentru 10,0% din locuitori nu este cunoscută apartenența etnică.